# 奥托·卡里乌斯
奥托·卡里乌斯（德語：Otto Carius，1922年5月27日—2015年1月24日）是一位二次大战德国坦克指挥官。他以创下摧毁超过150辆敌军坦克和大约130门火炮的记录而闻名，其战绩主要是在东部战线第502重坦克營（schwere Panzer-Abteilung 502）中获得。

## 生平

### 战前生活
卡里乌斯出生於普鲁士莱茵省茨韦布吕肯市，卡里乌斯的父亲也叫奥托，是一名高中教师，并在第二次世界大战期间担任国防军军官，担任预备役少校；他的母亲是一位家庭主妇。小奥托·卡里乌斯在1928年就读小学，1932年至1940年在茨魏布吕肯的高中就读；因战争而撤离后，他在葡萄酒大街旁诺伊施塔特参加了高中毕业考试。在开始学习工程学之前，他梦想要成为一名音乐家。

### 受召參軍
18岁时，由于他的体重太轻，几次要求当兵被拒绝。最后，奥托·卡里乌斯被批准在波森接受步兵营的训练。可是，他感兴趣的是在坦克兵团服役。他最终成功地转入了在韦兴根的第7坦克装甲预备營。

### 东部前线

#### 第21坦克团
在德軍施行巴巴罗萨行动时，他所服役的第21坦克团才刚刚完成培训。随后他归属于第20裝甲師，此部隊於白俄罗斯作战。
1941年8月1日，奥托成为军士。随后他离开前线回到德国，去接受了坦克驾驶员培训和军官培训。然而，他却没有取得军官合格证。他于1942年2月回到了国内，还是在第21坦克团作战。可是由于冬季苏军的推进，大部分坦克已被摧毁，坦克兵团处于恶劣的境况。

#### 第502重戰車營

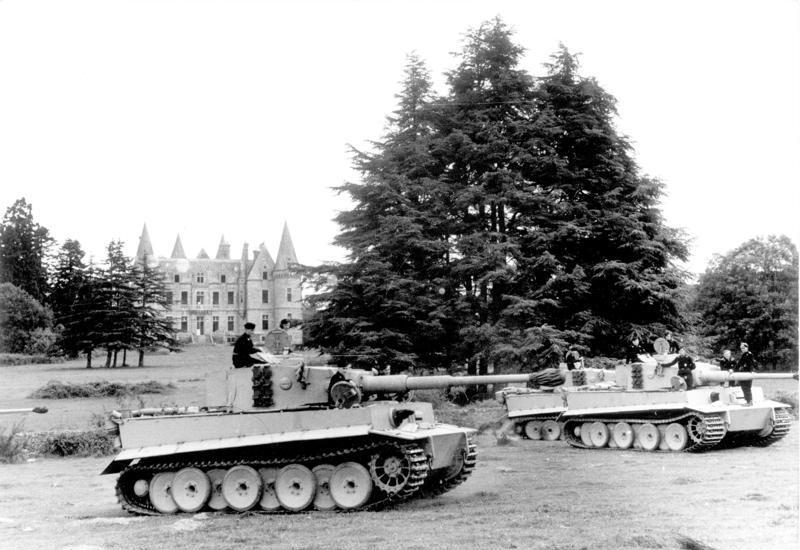
1943年，在普洛埃梅勒502重坦克營第二分队的虎式坦克训练

1943年初经过选拔，他成为虎式坦克單位的一员。由于前线逐漸陷於不利局勢，致使德国对虎式坦克的登場倾注了极大的希望。经过在布列塔尼的普洛埃梅勒培训，他于1943年7月被派至列寧格勒前線。他部属于第502重戰車營擔任虎式一型坦克車長，尽管虎式坦克的数量有限，但还是在列宁格勒围城战中占有重要地位。在苏军不断的猛攻下，虎式坦克受到了极其严竣的考验。卡里乌斯到达战场后，立即担负起指挥502重坦克營第二連（2. schwere Panzer-Abteilung 502）连長的责任。

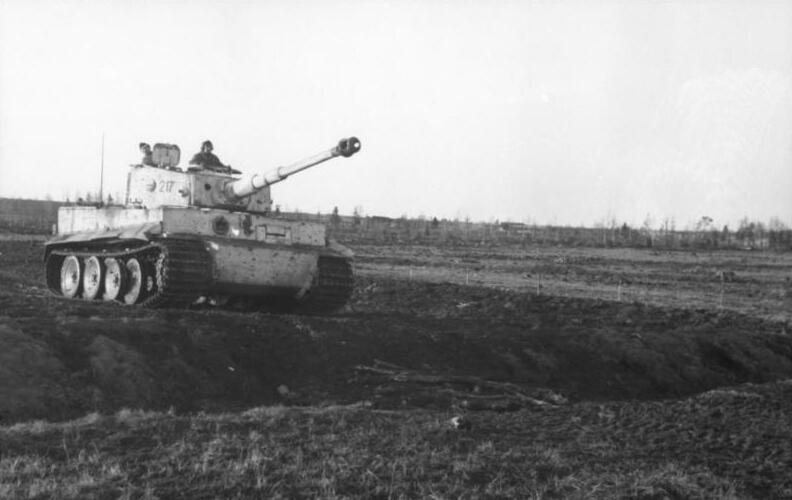
1944年1月，照片上的502重戰車營的虎式坦克，由于番号是217，很可能就是奥托·卡里乌斯的

1943年10月6日，正当卡里乌斯的虎式一型坦克出了机械故障时，它却受到了12輛T-34坦克的攻击。幸亏卡里乌斯和他的机组人员极快的排除了这个障碍，然后他们和敌人立刻展开近距离激战。激战中，卡里乌斯的虎式坦克摧毁了敌人10辆坦克。12月2日，他的太阳穴受到了轻伤。在此期间，同组的瞄准手Calijus被换成了可能是坦克部队最佳瞄准手海因茨·卡默（Heinz Kramer）。海因茨·卡默一直不断地显示出他的杰出才华，例如12月16日他甚至击落一架敌人的侦察机。
1944年2月，4辆SU-85又被卡里乌斯击溃。他继续增加他的擊毀记录：3月17日，在爱沙尼亚北部 区域，他又击毀了總計12輛的T-34與重型坦克KV-1，而红军則在此区域猛烈攻擊德军，以試圖收回爱沙尼亚。4月21日，卡里乌斯逃過一劫：當他俯身给同伴卡默点烟時，一枚砲彈擊毀了座車的炮塔。4月5日，他因哮喘病剧烈发作送进医院治疗。5月4日，卡里乌斯荣获铁十字骑士勋章，并晋升为中尉。7月，他成为502重坦克營第二連的指挥官。

#### 马利纳瓦
1944年7月22日，在发动进攻以前，卡里乌斯和同伴科舍尔（Albert Kerscher）在马利纳瓦村进行侦探。他们发现村庄已经被一个苏联纵队驻扎。卡里乌斯和科舍尔决定马上奇袭村庄。他们马上赶回部队，就用自己的2辆虎式坦克单独向敌军开战。由于只有1条道路通向此村，不便使用更多的坦克，所以此时指挥其余6辆虎式坦克的宁司特（Nienstedt）中尉就留在后面掩护。他们的进攻获得了极大的成功：2辆虎式坦克击溃17辆敌军坦克，其中2辆是新型IS坦克。对卡里乌斯而言：他的虎式坦克取得了击溃敌人10辆坦克的优秀战绩。锦上添花的是：从残军败将中，他们居然得知，他们刚刚消除了敌人将要在维捷布斯克会对他们形成的重大威胁。

#### 拉脫維亞

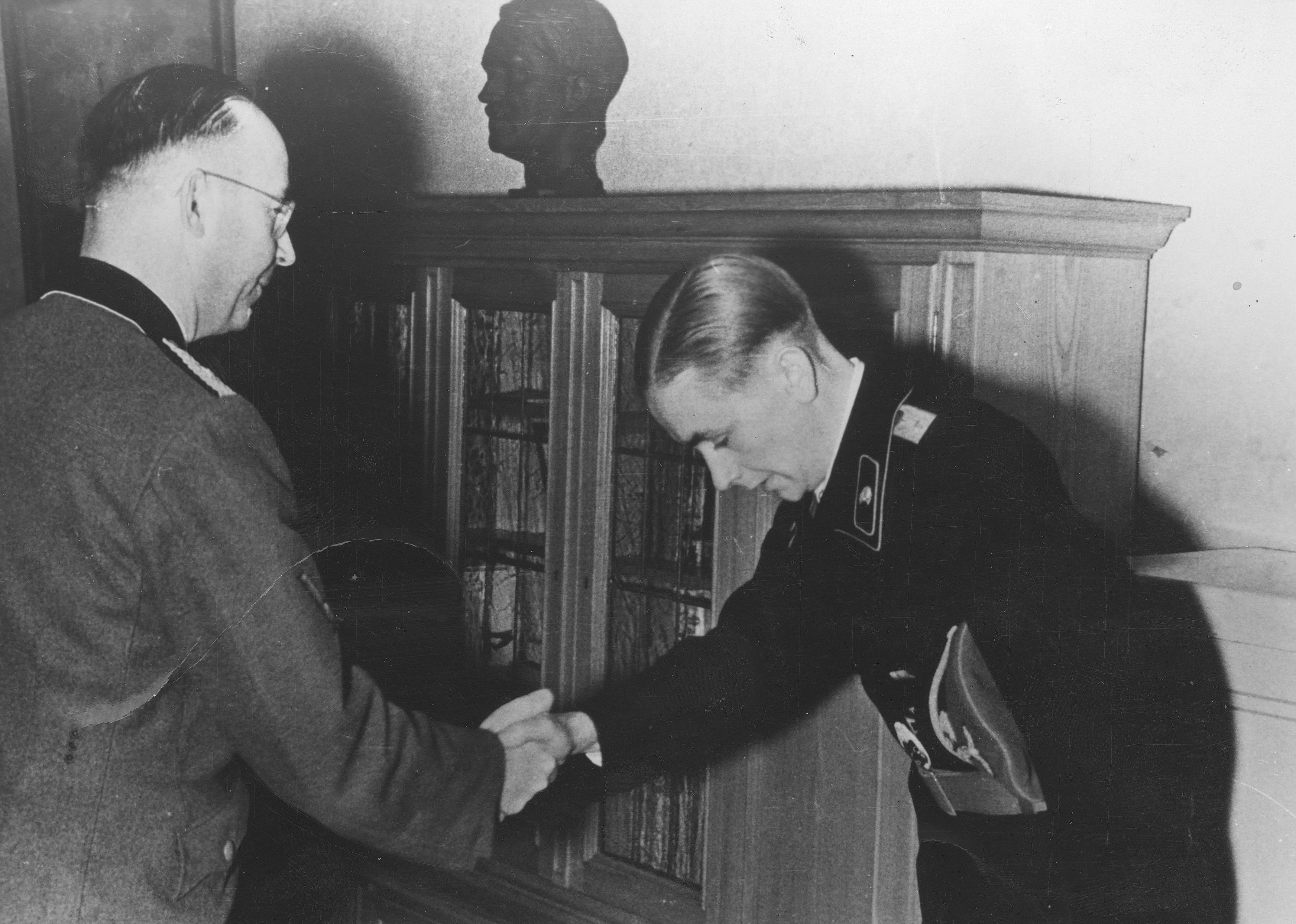
1944年，希姆莱为卡里乌斯授予带橡树叶骑士铁十字勋章

1944年7月24日卡里乌斯和1名战友乘坐1辆普通军车在里加和陶格夫匹尔斯之间的一条公路上做侦察。他们受到了苏军的攻击。卡里乌斯和战友冲进小树丛中，夺路而逃。苏军紧追不舍，卡里乌斯身上已几处负伤。所幸的是，老虎连队的战友们听见枪声，已开着坦克火速赶来救援。然而，卡里乌斯还是没有逃脱苏军逃跑以前向他颈背上射出的子弹。卡里乌斯完全失去知觉，他身上至少被6颗子弹击中。身体单薄的他，奇迹般地没有被射在他颈背上的那颗子弹夺取生命。
7月27日，卡里乌斯获得带橡树叶骑士铁十字勋章。由于伤势严重，他必須在1945年1月才能重返前线。

### 保卫帝国
卡里乌斯成为拥有30多辆猎虎式驱逐战车的第512重裝甲猎兵營第三分队（3. schwere Panzer-Abteilung 512）的指挥官。他的部队被派去保衛帝国，抵抗盟军的入侵。其间美军已越过雷马根防线。虽然猎虎式主砲威力（12.8cm PaK44）极大，能够从正面击毁所有盟军坦克，但是整个德国的战局已经极为艰难。卡里乌斯无奈的做出了判断：战斗人员缺乏，战士们缺乏战场经验。
卡里乌斯说：“在苏联，我们2，3个指挥员和我们的机组人员已经足够拿敌人开烟火会，5个苏联人比30个美国人还厲害。”他的话或许稍显夸张，但可以看出，由于士兵和坦克的大量伤亡，整个部队的战斗能力已受到了极大的创伤。同时，猎虎坦克歼击车极为笨拙，很难操纵，机械部分也很脆弱。
4月份卡里乌斯所属的部队在鲁尔口袋被包围，部队接到了上级、第53軍軍長弗里茨·拜尔莱因中将投降的命令。此时卡里乌斯的连队已经被打到了只剩下6辆坦克，他们摧毁了这些坦克，然后向美军投降。

### 战后生活

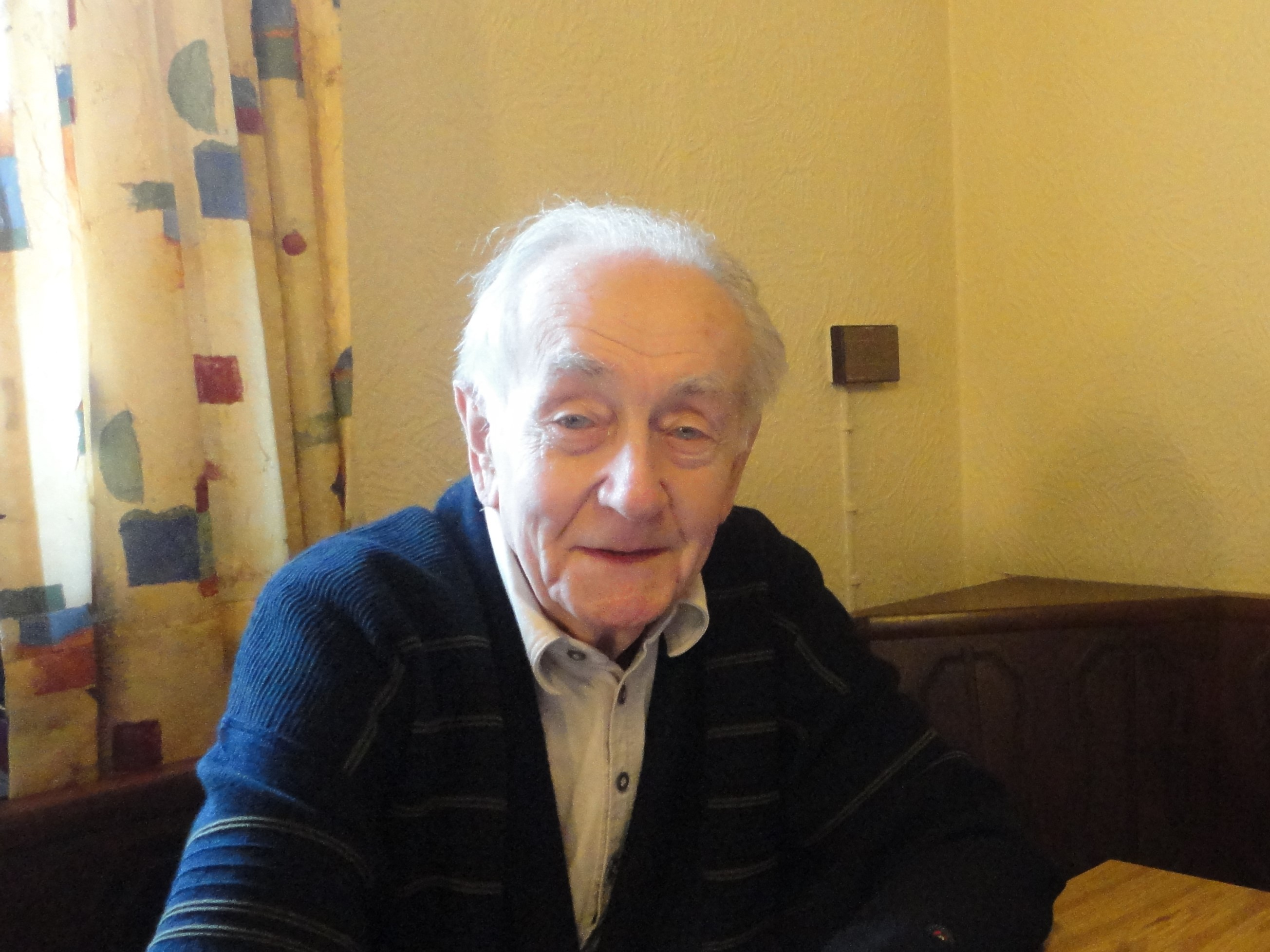
91岁的卡里乌斯

在战俘营中，卡里乌斯病倒了。几个月后，他被释放回家。他首先在茨韦布吕肯市的一个药店里作为店员工作了2年，然后在弗莱堡大学开始学药理学。1951年完成学业回到了茨韦布吕肯市另一个药店里工作了5年。1956年他来到了莱茵兰-普法尔茨黑尔施韦勒-佩特斯海姆，成为一个药店的店主。他的药店的标记是“虎”（虎的药店）。他一直全天工作到2011年1月31日。此后，他做非全日工作。
他曾经著书一本《泥泞中的老虎》，于1960年开始出版。至今为此，德语版6次翻印，6次销售一空。第7次翻印将是2011年11月底。英语版3次翻印，3次脱销。他的作品也被翻译别的语言。 宫崎骏的同名漫画就是以此书为基础而制作的。2012年，经过在德留学生马培英联系和拜访，卡里乌斯正式授权的中文版《泥泞中的老虎》在中国出版。
曾有傳言卡里乌斯曾登入戰車世界歐洲伺服器，不過經證實這只是傳言。
2015年1月24日，虎藥局在網站上發佈奥托·卡里乌斯過世的消息，享壽92歲。

## 荣誉
- 橡树叶骑士铁十字勋章（1944年7月27日）
- 骑士級鐵十字勋章（1944年5月4日）
- 一级铁十字勋章（1943年11月23日）
- 二级铁十字勋章（1942年9月15日）
- 100次坦克大战银质纪念徽章
- 金质戰傷徽章（1944年9月11日）

## 評價
卡利烏斯的同僚科舍爾（Albert Kerscher）曾經提到他時這麼說「他總是優先考量部屬，不會單獨行動」，在宮崎駿改編自卡利烏斯自傳的同名短篇漫畫也曾描述他對部下很親切。如果遭遇到敵人部屬時會先坐桶車（即82式水桶車，德國人俗稱水桶）偵查再規劃戰術 (馬利納瓦一戰是最好的例子) ，顛覆一般人對虎式戰車王牌「一騎當千，所向披靡」的印象，而是讓部屬覺得待人親切，心思細膩，總是優先考量下屬的長官。

## 相關人物
- 庫特·肯斯佩爾（英语：Kurt Knispel）
- 米歇爾·魏特曼